# Franz Kemter
Franz Kemter (ur. 21 lutego 1922 w Dornbirn, zm. 28 lutego 2008 tamże) – austriacki gimnastyk, uczestnik Igrzysk Olimpijskich w 1952 w Helsinkach. Na igrzyskach olimpijskich zajął 101. miejsce w wieloboju gimnastycznym. Najlepszym wynikiem w pojedynczej konkurencji było 49. miejsce ćwiczeniach na koniu z łękami.